# Szennofer
Szennofer ókori egyiptomi hivatalnok volt, Théba polgármestere, valamint Ámon földjeinek, kertjeinek és jószágainak felügyelője a XVIII. dinasztia idején, II. Amenhotep uralkodása alatt.
Apja Nu volt, Hór-wer második prófétája Kúszban, anyja neve Henutiri, röviden Tiri. Szennofert felirata egy királyi nevelő, Jahmesz Humai lánytestvére fiának, valamint Amenemopet Pairi vezír fivérének nevezik (valójában unokatestvérek voltak). Szennofer feleségeként Merit, Szenetnofret (más néven Szenemiah) és Szenetnai neve ismert; nem tudni, ők egyszerre vagy egymás után voltak a feleségei, az is lehet, hogy egy vagy több név ugyanazt a személyt takarja. Szenetnai királyi dajka volt. Idősebbik lánya, Mut-Tuja Kenamonhoz ment feleségül, aki követte apósát Théba polgármestereként. Egy másik lánya, akinek a neve ismert, Mutnofret.
Sírja, a TT96 mellett Szennofernek számos más említése is fennmaradt, amelyekből tudni, hogy pályáját a karnaki Ámon-templomban kezdte, és polgármesteri pályafutása alatt is fontos pozíciót töltött be a templomban Ámon jószágainak felügyelőjeként. Emellett Ahmesz-Nofertari isteni feleség papjainak elöljárója is volt. Mivel nagy kegyben állt az uralkodónál, hatalmas vagyont halmozott fel, és arra is engedélyt kapott, hogy feleségével, Szenetnaival közös szobrát felállíttassa a karnaki templomban (ma a kairói Egyiptomi Múzeumban, CG 42126). Fennmaradt egy fekete gránit ülőszobra is, jobb karján II. Amenhotep kártusával. Széth nagadai templomából; ez ma a londoni Petrie Múzeumban található.
Szennofer főleg thébai sírjából, a TT96 sírból ismert, ami kicsi, de szépen díszített; híres arról, hogy mennyezetére szőlőt és szőlőindákat festettek, ami a mennyezet egyenetlenségének köszönhetően térbeli hatást kelt. A díszítés miatt szőlőskertes sírnak is nevezik. A sír a thébai nekropolisz Sejh Abd el-Kurna nevű részén található. Szennofer unokatestvérét, Amenemopet Pairit a közelben temették el, a TT29-ben.
Szennofernek és családjának temetkezési kellékeit megtalálták II. Amenhotep anyja, Meritré-Hatsepszut királyné Királyok völgye-beli sírjában, a KV42-ben is, ami felvetette, hogy talán Szennofer újrahasznosította ezt a sírt és valójában ide temetkezett. Szennofer és Szenetnai nevét viselő kanópuszedények előkerültek II. Amenhotep feleségének, Tiaa királynénak a sírjából, a KV32-ből is.
A gyakran Szennofer kertjeként említett kertalaprajz nagy valószínűséggel nem a saját kertjét ábrázolja, hanem egy olyan kertet, amelyről ő gondoskodott, esetleg ő tervezte.

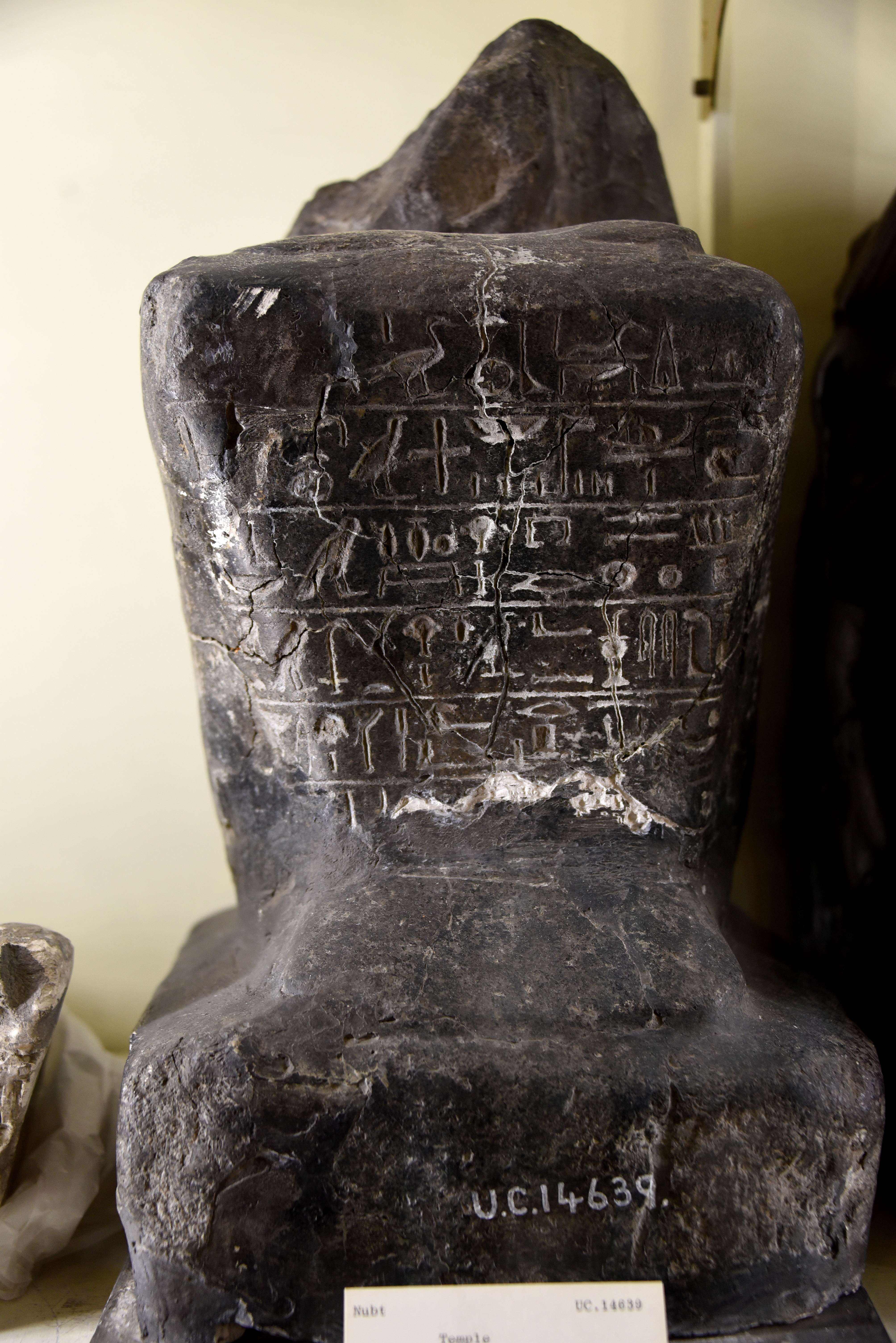
Szennofer fekete gránit ülőszobra
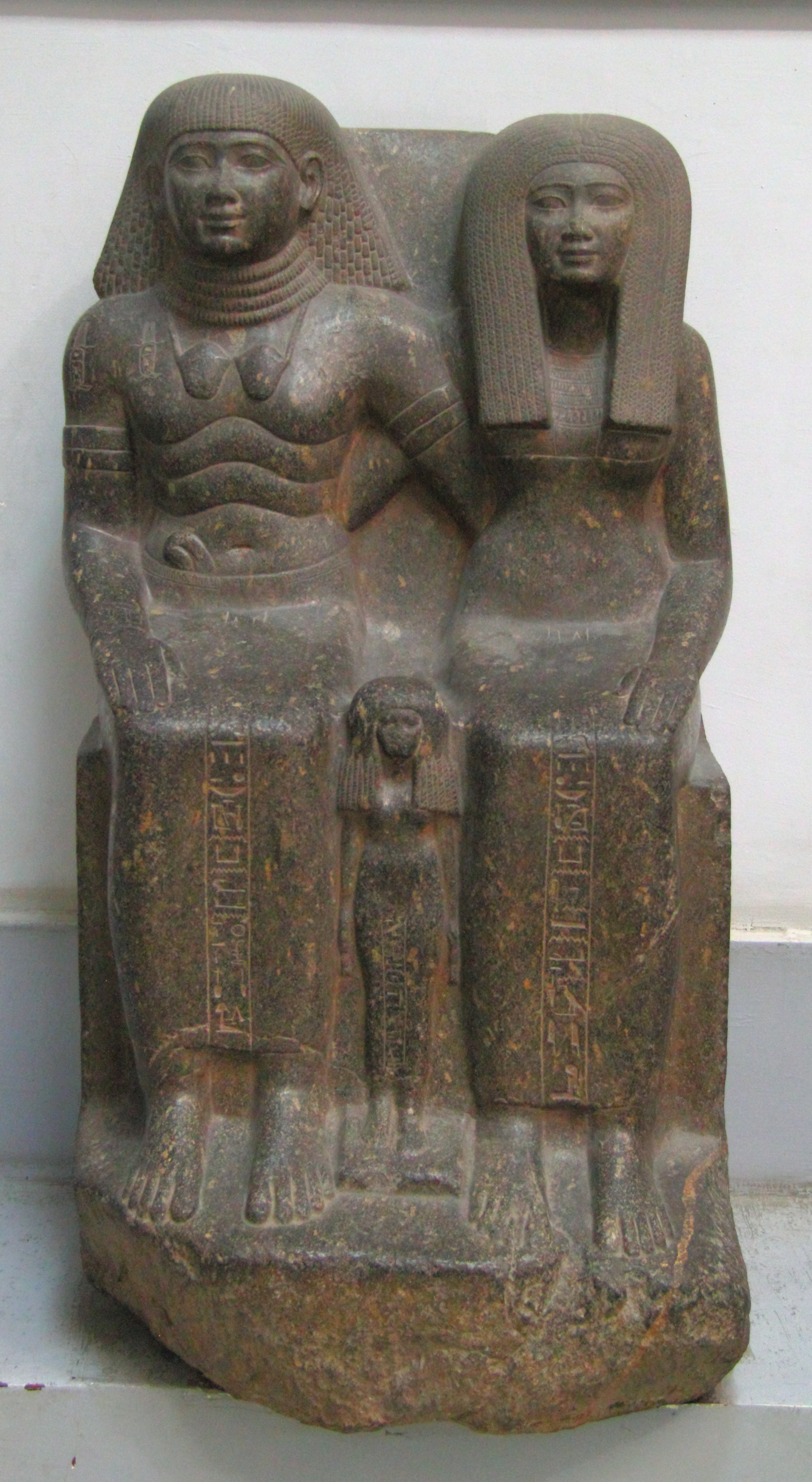
Szennofer és Szenetnai
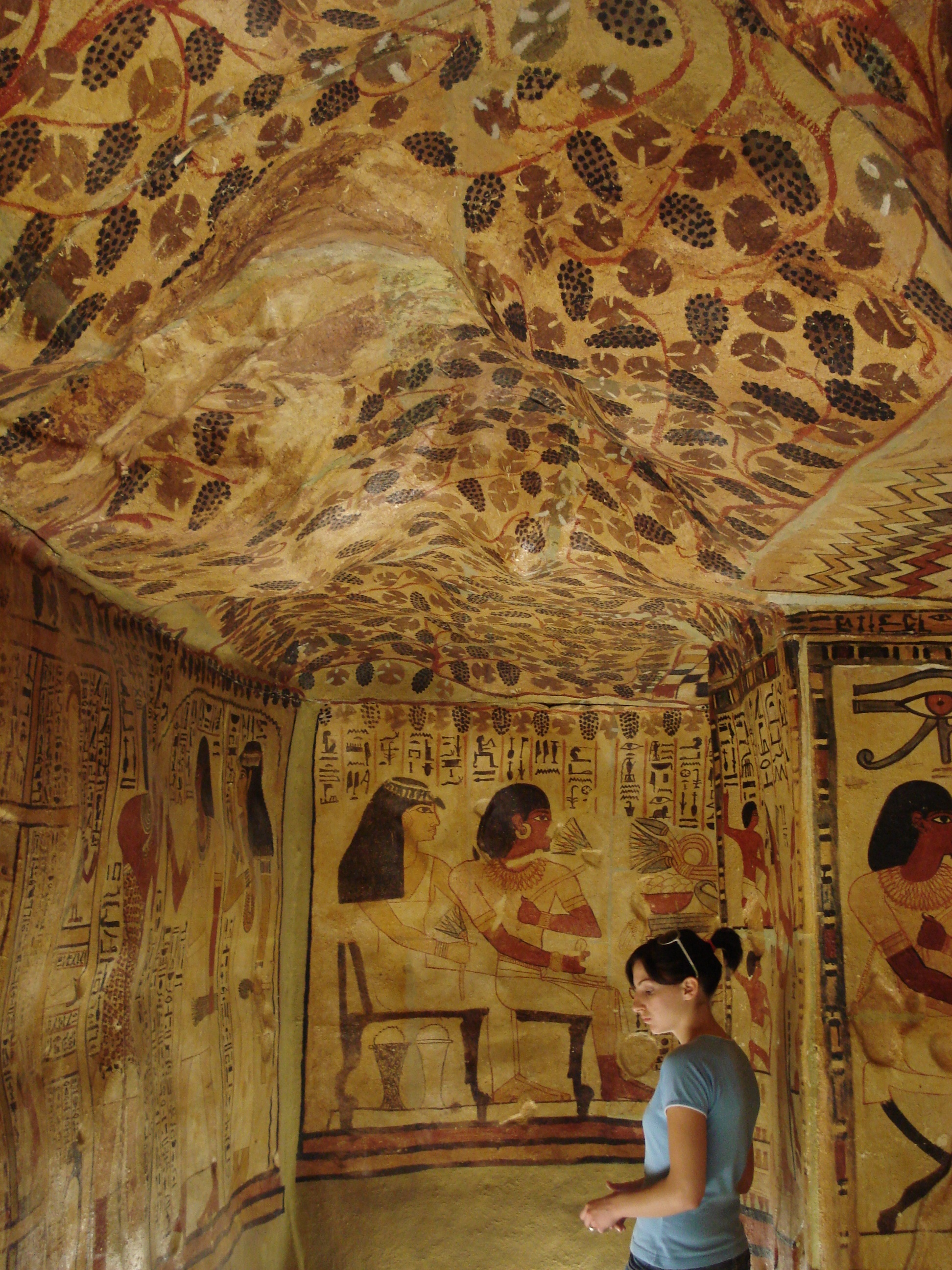
A TT96 mennyezetének jellegzetes szőlős motívuma

## Fordítás
- Ez a szócikk részben vagy egészben  a   Sennefer című angol Wikipédia-szócikk ezen változatának fordításán alapul.  Az eredeti cikk szerkesztőit annak laptörténete sorolja fel. Ez a jelzés csupán a megfogalmazás eredetét és a szerzői jogokat jelzi, nem szolgál a cikkben szereplő információk forrásmegjelöléseként.
- Ez a szócikk részben vagy egészben  a   Sennefer (Bürgermeister von Theben) című német Wikipédia-szócikk ezen változatának fordításán alapul.  Az eredeti cikk szerkesztőit annak laptörténete sorolja fel. Ez a jelzés csupán a megfogalmazás eredetét és a szerzői jogokat jelzi, nem szolgál a cikkben szereplő információk forrásmegjelöléseként.

## Külső hivatkozások
- (franciául) A TT96 sír az Osirisneten Archiválva 2019. október 8-i dátummal a Wayback Machine-ben